# L.R. Eswari

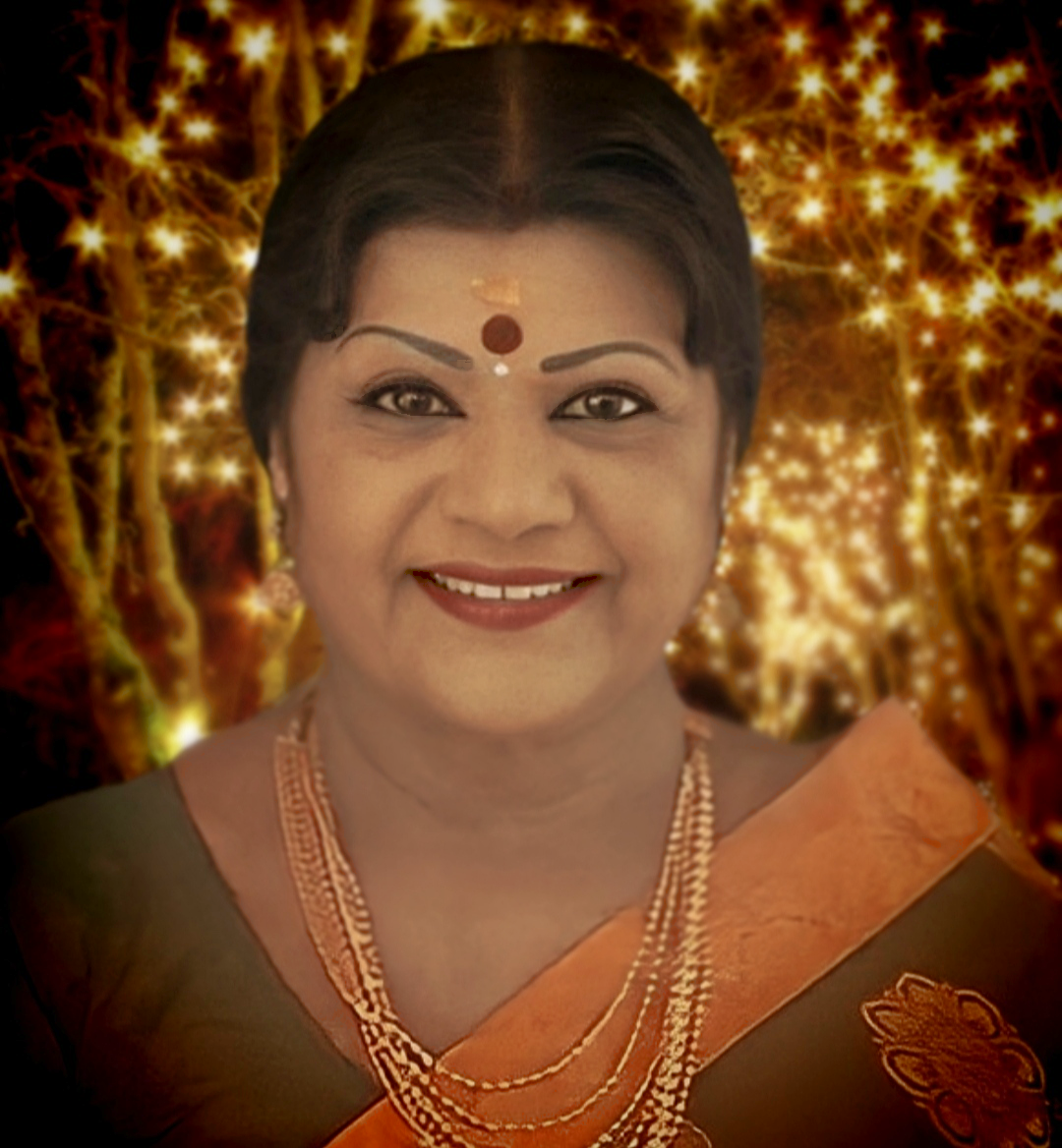
LR_Eswari

L.R. Eswari, właśc. Lourde-Mary Rajeswari Eswari (ur. 7 grudnia 1939) – indyjska wokalistka podkładająca głos w piosenkach filmowych.
Urodziła się w Ćennaj, w rodzinie katolickiej. Nie odebrała formalnego kształcenia muzycznego. Karierę rozpoczęła w latach 50. XX wieku. Związana głównie z tamilskim przemysłem filmowym, wykonywała również utwory w językach angielskim, telugu, kannada, malajalam i tulu. Uhonorowana nagrodą Kalaimamani, przyznawaną przez rząd stanowy Tamil Nadu.